# Ludvika HF
Ludvika HF (Ludvika Handbolls Förening) är en handbollsklubb i Ludvika, grundad 1956 efter att föreningen brutit sig ut från Ludvika Förening för Idrott. Föreningen spelar huvudsakligen sina hemmamatcher i Ludvika sporthall, men vid vissa tillfällen kan matcherna flyttas till Lorensbergahallen eller Parkskolans idrottshall. Föreningen ligger på plats 83 i handbollens maratontabell för Allsvenskan/Elitserien, där laget på 16 matcher lyckades få ihop ihop 3 poäng. Spelade i Elitserien 1990-1991. 
Klubben har två A-lag, ett för respektive kön. Herrarna placerade sig säsongen 2013/14 på 6:e plats i division 3 Norra Östra, det bästa uppnådda resultatet på flera år med tränare Olak Brunnström i spetsen. Damerna gick inför säsongen 2013/2014 upp till Division 1, men valde efter säsongen att starta om i division 3, för att bygga nytt och väva in sina talangfulla juniorspelare.